# Trumilly
Trumilly is een gemeente in het Franse departement Oise (regio Hauts-de-France) en telt 496 inwoners (1999). De plaats maakt deel uit van het arrondissement Senlis.

## Geografie
De oppervlakte van Trumilly bedraagt 13,1 km², de bevolkingsdichtheid is 37,9 inwoners per km².
De onderstaande kaart toont de ligging van Trumilly met de belangrijkste infrastructuur en aangrenzende gemeenten.

## Demografie
Onderstaande figuur toont het verloop van het inwonertal (bron: INSEE-tellingen).

## Cultuur

### Streekproducten
- Silvanecte, een blond tripel-bier van de Brasserie St Rieul.